# Live 1969
Live 1969 és un àlbum en directe del duet estatunidenc Simon & Garfunkel publicat per Columbia Records. Consisteix en gravacions de directes de la gira final del grup per l'Amèrica del Nord abans de la publicació del seu àlbum Bridge Over Troubled Water. Quinze de les disset pistes de l'àlbum són inèdites; les excepcions són «For Emily, Whenever I May Find Her» i «Kathy's Song», ja que ambdues aparegueren al seu àlbum de 1972 Greatest Hits.
Live 1969 inicialment fou una exclusiva de Starbucks el 25 de març de 2008, i el 14 d'abril del 2009 es posà a la venda general. Més tard fou inclòs com un dels discs en la republicació de tres discs de Bridge Over Troubled Water.

## Llista de cançons
Totes les pistes foren compostes per Paul Simon, excepte on s'indica el contrari.
1. «Homeward Bound» – 3:04 (15/11/69, Long Beach, Califòrnia)
2. «At the Zoo» – 2:07 (27/11/69, Carnegie Hall)
3. «59th Street Bridge Song (Feelin' Groovy)» – 1:56 (8/11/69, Carbondale, Illinois)
4. «Song for the Asking» – 2:26 (15/11/69, Long Beach, Califòrnia)
5. «For Emily, Whenever I May Find Her» – 2:37 (novembre de 1969, St. Louis, Missouri)
6. «Scarborough Fair/Canticle" (Paul Simon, Art Garfunkel) – 3:56 (28/11/69, Carnegie Hall)
7. «Mrs. Robinson» – 4:44 (8/11/69, Carbondale, Illinois)
8. «The Boxer» – 4:46 (15/11/69, Long Beach, Califòrnia)
9. «Why Don't You Write Me» – 2:56 (115/1/69, Long Beach, Califòrnia)
10. «So Long, Frank Lloyd Wright» – 3:55 (8/11/69, Carbondale, Illinois)
11. «That Silver-Haired Daddy of Mine" (Jimmy Long, Gene Autry) – 3:11 (15/11/69, Long Beach, Califòrnia)
12. «Bridge over Troubled Water» – 5:25 (28/11/69, Carnegie Hall)
13. «The Sound of Silence» – 3:52 (8/11/69, Carbondale, Illinois)
14. «I Am a Rock» – 3:36 (8/11/69, Carbondale, Illinois)
15. «Old Friends/Bookends Theme» – 3:22 (1/11/69, Toledo, Ohio)
16. «Leaves That Are Green» – 3:23 (30/11/69, Detroit, Michigan)
17. «Kathy's Song» – 3:53 (novembre de 1969, St. Louis, Missouri)

## Intèrprets
- Paul Simon — vocals, guitarra
- Arthur Garfunkel — vocals
- Fred Carter, Jr. — guitarra elèctrica
- Larry Knechtel — teclats
- Joe Osborn — baix
- Hal Blaine — bateria